# 임도

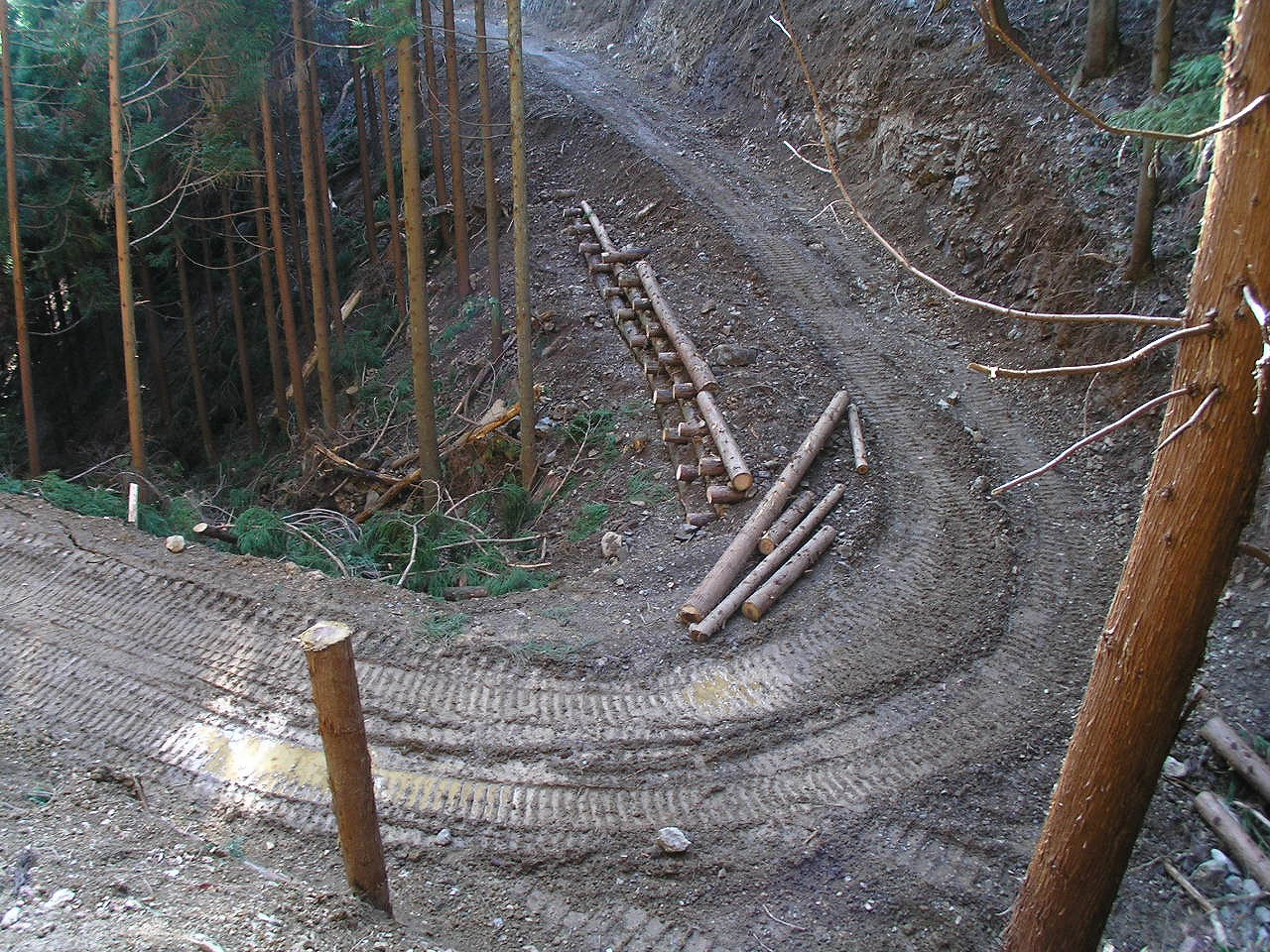
부설하고 있는 임도의 모습 (효고현 고다이산 일대)

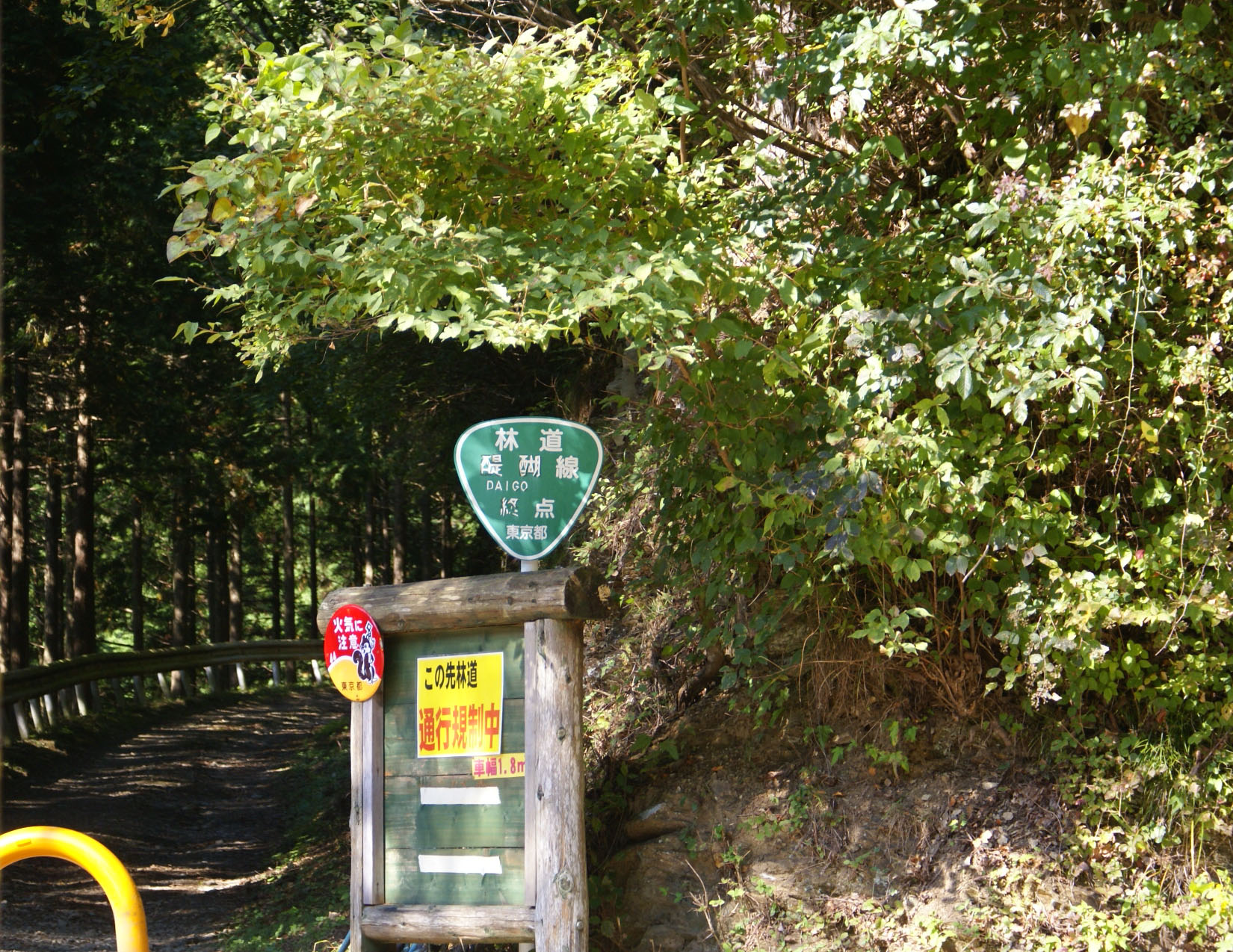
임도 다이고리 선 (도쿄도 하치오지시 일대)
마크는 주로 일본의 일반 국도와 비슷한 테두리를 가지고 있는 대신 색깔이 다르다.

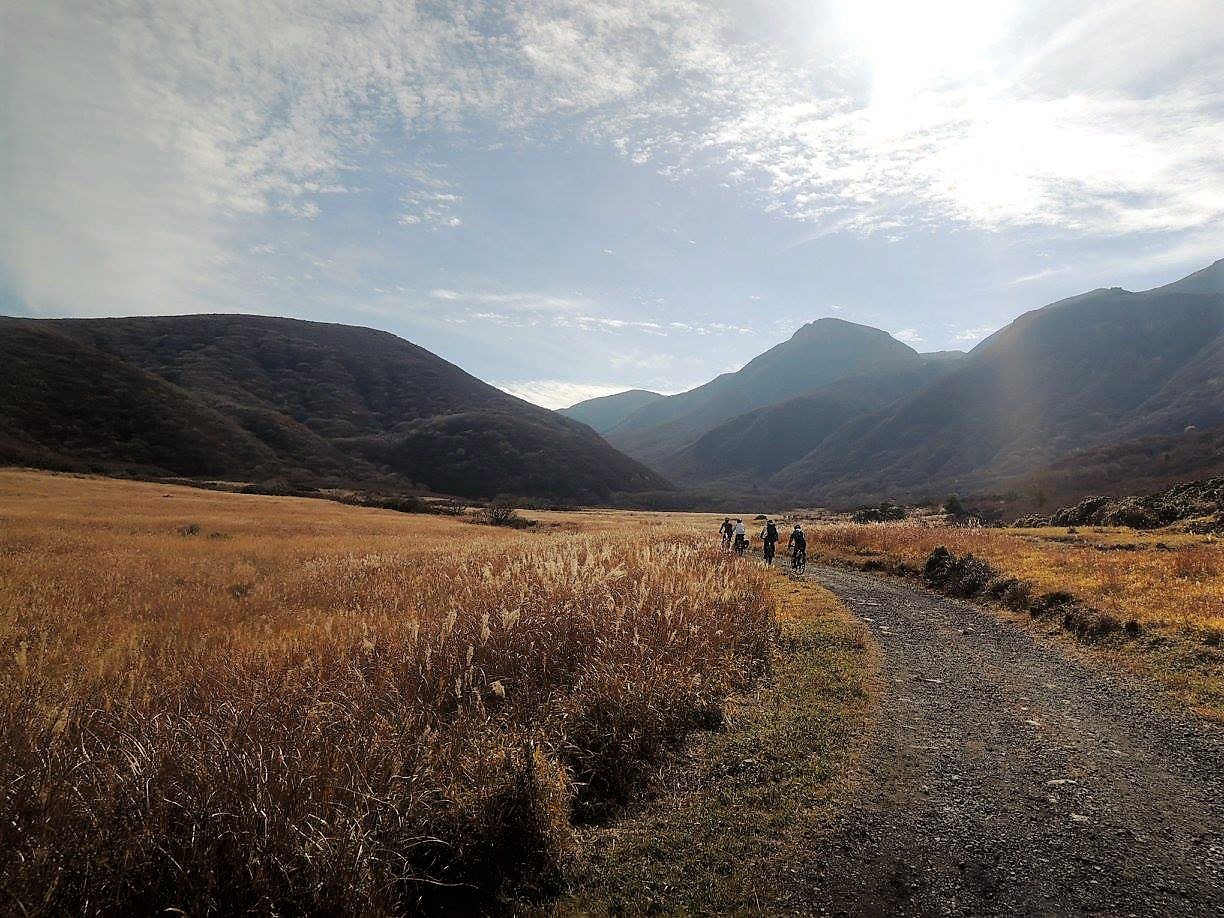
보가쓰루의 임도

임도(林道, forest road)는 임산물의 수송이나 삼림의 관리를 안정적으로 유지시키기 위해 조성한 도로를 말한다.

## 주요 국가의 임도 현황
2004년을 기준으로 하여 1 ha를 기준으로 조성된 임도의 길이는 다음과 같다.
- 독일 : 45.9 m
- 오스트리아 : 44.8 m
- 미국 : 23.2 m
- 스웨덴 : 18.6 m
- 캐나다 : 12.8 m
- 일본 : 12.5 m
- 불가리아 : 7.8 m
- 노르웨이 :6.6 m
- 핀란드 : 5.8 m

## 같이 보기
- 농도 (도로)